# Morpho pseudohecuba
Morpho pseudohecuba är en fjärilsart som beskrevs av Le Moult 1926. Morpho pseudohecuba ingår i släktet Morpho och familjen praktfjärilar. Inga underarter finns listade i Catalogue of Life.